# Varo (nome)
Varo  è un nome proprio di persona italiano maschile.

## Varianti
- Femminili: Vara[1][3]

## Origine e diffusione
Continua l'antico nome latino Varus, basato sull'omonimo aggettivo che indicava chi aveva le gambe storte (ossia vare); alternativamente, avrebbe anche potuto derivare dal termine varius, che denotava invece una pelle chiazzata di efelidi.
Inoltre, ad oggi può anche costituire un ipocoristico di Alvaro.

## Onomastico
- L'onomastico si può festeggiare il 19 ottobre in memoria di san Varo, soldato romano martirizzato in Egitto con altri compagni sotto Massimiano[4].

## Persone
- Lucio Betilieno Varo, magistrato romano
- Publio Quintilio Varo, politico e generale romano
- Publio Quintilio Varo il Giovane, figlio del precedente
- Quinto Azio Varo, generale romano
- Varo Bravetti, calciatore e allenatore di calcio italiano
- Varo Venturi, regista, sceneggiatore e musicista italiano